# Pszinapszis
A Pszinapszis – Budapesti Pszichológiai Napok Európa legnagyobb, kizárólag önkéntesek által szervezett tudományos-kulturális rendezvénye, amely 1997 óta minden év tavaszán megrendezésre kerül, évente változó témával és főcímmel.
A rendezvény pszichológiai témájú, de nem csak pszichológusoknak, hanem a pszichológia iránt érdeklődő laikusoknak is szól. 
Rendszeres előadók közé tartoznak: Mérő László, Ranschburg Jenő, Vekerdy Tamás.
A Pszinapszis jogi és infrastrukturális hátterét a Pszichodiák Alapítvány biztosítja.
A Pszinapszis - Budapesti Pszichológiai napok egy olyan szakmai-kulturális rendezvény, melynek különlegessége abban rejlik, hogy minden évben közel nyolcvan önkéntes hallgató gyűlik össze, hogy megszervezze azt. Az elmúlt évek során rendezvényünk Európa legnagyobb, kizárólag diákok által szervezett rendezvényévé nőtte ki magát, a látogatók száma eléri a 3000 főt. A szervezők az Eötvös Loránd Tudományegyetem, a Károli Gáspár Református Egyetem és a Pázmány Péter Katolikus Egyetem, a Budapesti Műszaki Egyetem és a Budapesti Corvinus Egyetem hallgatói közül kerülnek ki, és bár a diákok nagy része pszichológushallgató, egyéb szakokon tanulók is szép számmal képviseltetik magukat. Az önkéntesség és az egész országot lefedő szervezés a közösségépítés egyedülálló formája, amely önmagában mutatja a rendezvény kiemelkedő közösségépítő erejét a diákság körében. A magyar pszichológus-társadalom programunkat a hazai tudományos élet fontos eseményei között tartja számon. A szakma élvonalát képviselő előadóinknak köszönhetően a Pszinapszis 2008-ban elnyerte az ELTE Az Év Tudományos Rendezvénye díját.
A cél a pszichológia megismertetése és az azt övező sztereotípiák, mítoszok eloszlatása a szakma nemzetközileg is elismert neves képviselői által. Ezért fontosnak tartjuk, hogy a Pszinapszison a pszichológia különböző rész- és határterületeit, a kutatások legfrissebb eredményeit és az alkalmazási tapasztalatokat mindenki számára közérthetően mutassák be előadásaikon, illetve műhelyfoglalkozásaikon bárki testközelből megismerhessen különböző módszereket. A szakmai programmal párhuzamosan színvonalas kulturális műsorokat is kínálunk, így mindenki megtalálhatja a számára legmegfelelőbb elfoglaltságot. Célközönsége elsősorban az egyetemista ifjúság, fiatalok, fiatal felnőttek, pályakezdők, valamint a pszichológia határterületeinek képviselői (pl. pszichiáterek, pedagógusok, szociológusok). 

## A Pszinapszis története
Az első Pszinapszist 1997-ben rendezték, ekkoriban bővült ugyanis a pszichológia szak az ELTE-n 15-20 főről 60 fősre évfolyamonként. Ezért felmerült az igény egy nagy szakmai rendezvényre, ahol az egyetemen „hanyagolt”, de érdekes témákról hallgathatnak előadásokat a látogatók, s amely nem csak a pesti, hanem a vidéki, sőt a határon túli pszichológushallgatókat is vendégül látja.
A rendezvény neve a szinapszis szóból ered, amely a sejtek közötti ingerületátvitel helye, így utalván a látogatók és előadók közötti eszmecserére.
A Pszinapszist eleinte 6-7 fő szervezte, az előadásokat pedig az Izabella utcai (ma ELTE PPK-s) épület 301-es termében tartották. A rendezvény olyan gyorsan nőtt, hogy a 3. már az Almássy Téri Szabadidőközpontban fért csak el. 2001-ben, az 5. Pszinapszis alkalmával a három nap alatt már 4000 látogató érkezett a rendezvényre, s ezt már 32 ember szervezte. 2002-ben már 51 szervező volt, és ekkortól kezdve állandósulni látszik a 3-4000-es látogatószám, az önkéntes szervezőké ma már meghaladja a nyolcvanat.
2003-ban több nagy változás is bekövetkezett, ekkor ugyanis nem az Almássy Téri Szabadidőközpontban, hanem a Petőfi Csarnokban volt, másrészt pedig kétféle jegyet lehetett kapni: szakmai jegyet, ami egész napra szólt, és az előadásokon lehetett részt venni vele, valamint külön koncertjegyet.
2004-ben történt talán a legnagyobb változás: ekkor változott a rendezvény neve „Budapesti Pszichológus Napok”-ról „Budapesti Pszichológiai Napok”-ra. Azóta a pszichológia iránt érdeklődő laikusok csoportja számára is nyitottá vált a rendezvény. Ekkor ugyanis egy nagy generációváltás után az új szervezőgárda újra kitalálta a Pszinapszist. Ekkor született meg a Pszinapszis szlogenje is, mely a szervezők fő céljait fogalmazza meg: „megismertetés, elfogadtatás, népszerűsítés”.

## Állandó programok
Előadás – Meghívott szakemberek – általában pszichológusok, de előfordulnak pszichiáterek, pedagógusok, különféle terapeuták – által tartott élő előadások, magyarul illetve angolul.
Videókonferencia – Külföldi szakemberek által tartott élő, de nem személyes, hanem online kapcsolattal (Skype) létrejövő előadások. A szakemberek a világ minden tájáról vesznek részt a rendezvényen, ám elsősorban amerikai előadókra lehet számítani minden évben.
Műhely/Workshop – Meghívott szakemberek által tartott műhelyfoglalkozások, amelyeken a látogatók kis csoportokban saját élményt szerezhetnek a különféle – általában pszichológiai – módszerekről.
Civil utca – Alapítványok, képzőhelyek mutatkoznak be standjaiknál.
Élő könyvtár – Az egyik folyosón kialakított „könyvtárból” különböző, valamilyen szempontból (pl. foglalkozás, élethelyzet) különleges embereket lehet „kikölcsönözni” egy fél órás beszélgetésre.
Nap mint nap szembesülünk előítéletekkel, sztereotípiákkal; felmerülnek bennünk kérdések olyan emberekkel vagy csoportokkal kapcsolatban, akiket valamilyen negatív megkülönböztetés ér, de gyakran nem adódik rá lehetőségünk, hogy ezeket tisztázzuk. Sokfélék vagyunk és néha nehéz feladat igazán átérezni egymás helyzetét. Az élő Könyvtár célja, hogy felhívja a látogatók figyelmét az emberi sokszínűség szépségeire és lehetőséget biztosítson arra - hogyha csak egy pillanatra is - más szemével láthassák a világot. Különleges lehetőséget biztosít arra, hogy feltegyék eddig még megválaszolatlan kérdéseiket és egy kötetlen beszélgetés során felülvizsgálják addigi véleményüket.
Relax szoba – Babzsákokkal teli, nyugodt pihenőhely a rendezvény területén, ahol masszázs és jóga várja a látogatókat.
A pszichológia területein és határterületein található, a testi-lelki jólléthez hozzájáruló foglalatosságok gyűjtőhelye a Relax és a Mozaik terem. A programok sokszínű feltöltődési lehetőségeket biztosítanak. Az aktív kikapcsolódásra, felfrissülésre vágyók kipróbálhatják magukat a különféle jógákban, vagy a kontakttánc művészetében.
Változatos élményekkel gazdagodhatnak az aktív zeneterápia, a hangfürdő illetve az élményterápia során, reflexológiával vagy székmasszázzsal lazíthatnak, önismereti kirándulásra várják Önöket a különböző módszereket alkalmazó rajzelemzők, játékos műhelyfoglalkozást tart az ELTE Kortárs Segítő Csoport. Tehát ha kikapcsolódna a szakmai előadások forgatagától eltávolodva, akkor betérhet az első emeleti Relax vagy Mozaik szobába!
Teaház – A szervezők által üzemeltetett teázó helyiség, ahol többnyire lehetőség nyílik az előadókkal való beszélgetésre, esetenként dedikálásra.
Élménygyűjtő – Különféle pszichológiai játékok, tesztek, érdekességek kipróbálására kialakított hely.
Az Élménygyűjtőben számtalan lehetőséged adódik arra, hogy látogatónk kiszakadjon a valóságból, hiszen többféle játék várja az idelátogatókat. Akik a logikai feladványokat kedvelik, azok számára ördöglakatok és logikai társasjátékok nyújtanak elfoglaltságot. Akik szeretnek csapatban játszani, és szívesen közelebb kerülnének saját magukhoz és csapattársaikhoz, azoknak Dixit, Imagine, Connact, illetve Identitiy, és még sok más játék áll rendelkezésére. Mindenki talál kedvére valót, érkezhettek egyedül, de akár csapatban is!
A társasjátékok mellett egy nyereményjátékkal is kedveskedünk. Az Élménygyűjtőben a játékok világán kívül négy “valóságot” jelenítettünk meg.
Könyvesház – Pszichológiai témájú könyvek illetve a Pszinapszis DVD megvásárlására kínál lehetőséget.
A fent említett állandó programokon kívül minden évben színes kulturális kínálattal várja a rendezvény a résztvevőket.
Ha látogatónk érdekes, szakmailag megalapozott olvasnivalóra vágyik vagy egyszerűen csak imád könyvek között böngészni, akkor várja a Könyvesház.
A rendezvény folyamán számos szerzővel személyesen is dedikáltathatják a régebbi vagy újonnan vásárolt könyveket.

## Eddigi főcímek
- 2018 - Léleklabirintus
- 2017- Porondon a valóság
- 2016 - Évgyűrűink
- 2015 - Közös Magány
- 2014 – Láthatatlan Álarcok
- 2013 – Bevetetlen álmok
- 2012 – Cseppben a tenger
- 2011 – Határok nélkül
- 2010 – Utak labirintusa
- 2009 – Színpadon a díszlet
- 2008 – Megállok magamért
- 2007 – Fejlődés alatt
- 2006 – A bennünk zajló világ
- 2005 – Ablak az egészségre
- 2004 – Át-változások
- 2003 – Kapcsolat – Tér – Kép
- 2002 – Tükör-képek
- 2001 – Határok mentén
- 2000 – Mérlegen a XX. század